# Bornrif (schip, 1930)
De Bornrif is een wachtschip van Scouting Jan Willem Friso in Krimpen aan den IJssel. Het is als varend monument ingeschreven in het Register van de Federatie Varend Erfgoed Nederland. Het wachtschip is vroeger een oud graanschip geweest. De scouts, explorers en stam gebruiken het wachtschip als clubhuis. Het heeft een ligplaats vlak na de Algerabrug. Er zijn plannen voor een nieuwe ligplaats nabij het Stormpoldervloedbos.
Het schip is voorzien van een hijsinstallatie met een hydraulische kraan, die op 12 meter afstand nog 900 kg kan tillen. Daarmee kunnen 6 lelievletten op het dek worden gezet, waardoor er zonder sleep kan worden gevaren. Het kan voor de scoutingactiviteiten zomer en winter worden gebruikt.
Begin jaren negentig zonk de Bornrif op de ligplaats. Er is nooit zekergesteld wat de oorzaak is geweest. Er wordt wel vermoed dat het is gekomen doordat de afsluiters van de WC’s niet waren dichtgedraaid, hierdoor is de Bornrif bij eb (laag water) vacuüm gezogen aan de bodem. Bij opkomend water/ vloed (hoog water) is de Bornrif vol gelopen via de afsluiters die aan de grond vast waren gezogen met als gevolg dat de Bornrif is gezonken en daardoor het volledige interieur inclusief de meeste spullen verloren zijn gegaan. Binnen enkele jaren is het gehele interieur vervangen en was de Bornrif weer in staat om normaal als wachtschip te dienen.
Later is onderop de romp, terwijl de Bornrif op de helling lag, een klein gaatje in het midden gevonden. Ook hiervan is niet zeker of dit iets met het zinken van de Bornrif te maken heeft gehad.
In 2014 werd een pelletkachel op het wachtschip in bedrijf gesteld. De brander verving de verouderde dieselgestookte ketel. Pellets zijn in gebruik minder gevaarlijk dan diesel. De 'Bornrif' was daarmee het eerste binnenvaartschip in Nederland dat was uitgerust met een dergelijke ketel. Een pelletbrander wordt gestookt op pellets, geperst afvalhout.

## Liggers Scheepmetingsdienst[4]
| Meetnummer     | District en volgnr. | Meetdatum        | Meetplaats | Lengte [m] | Breedte [m] | Inzinking [m] | Waterverplaatsing [ton] | Naam        | Eigenaar                       | Domicilie          |
| -------------- | ------------------- | ---------------- | ---------- | ---------- | ----------- | ------------- | ----------------------- | ----------- | ------------------------------ | ------------------ |
| Mp390N         | Meppel 390          | 27 januari 1931  | Zwartsluis | 27,59      | 5,30        | –             | 150,476                 | VECHTSTROOM | H. van Dijk                    | Nigtevecht         |
| Naamswijziging |                     | 1951             |            |            |             |               |                         | CORNELIA    |                                |                    |
| Naamswijziging |                     | 1952             |            |            |             |               |                         | MARIA II    |                                |                    |
| A17972N        | Amsterdam 17972     | 27 november 1958 | Vreeswijk  | 37,95      | 5,31        | 1,79          | 219,839                 | MARIA II    | –                              | –                  |
| G12551N        | Groningen 12551     | 8 april 1971     | –          | 37,95      | 5,31        | 1,94          | 241,980                 | DISPONIBEL  | –                              | –                  |
| RN3035         | Rotterdam 3035      | 8 juni 1983      | –          | 37,95      | 5,31        | 0,56          | 241,551                 | BORNRIF     | Scoutinggroep Jan Willem Friso | Krimpen a/d IJssel |